# Parapsaenythia puncticutis
Parapsaenythia puncticutis är en biart som beskrevs av Joseph Vachal 1909. Parapsaenythia puncticutis ingår i släktet Parapsaenythia och familjen grävbin. Inga underarter finns listade i Catalogue of Life.